# Stained Glass Museum

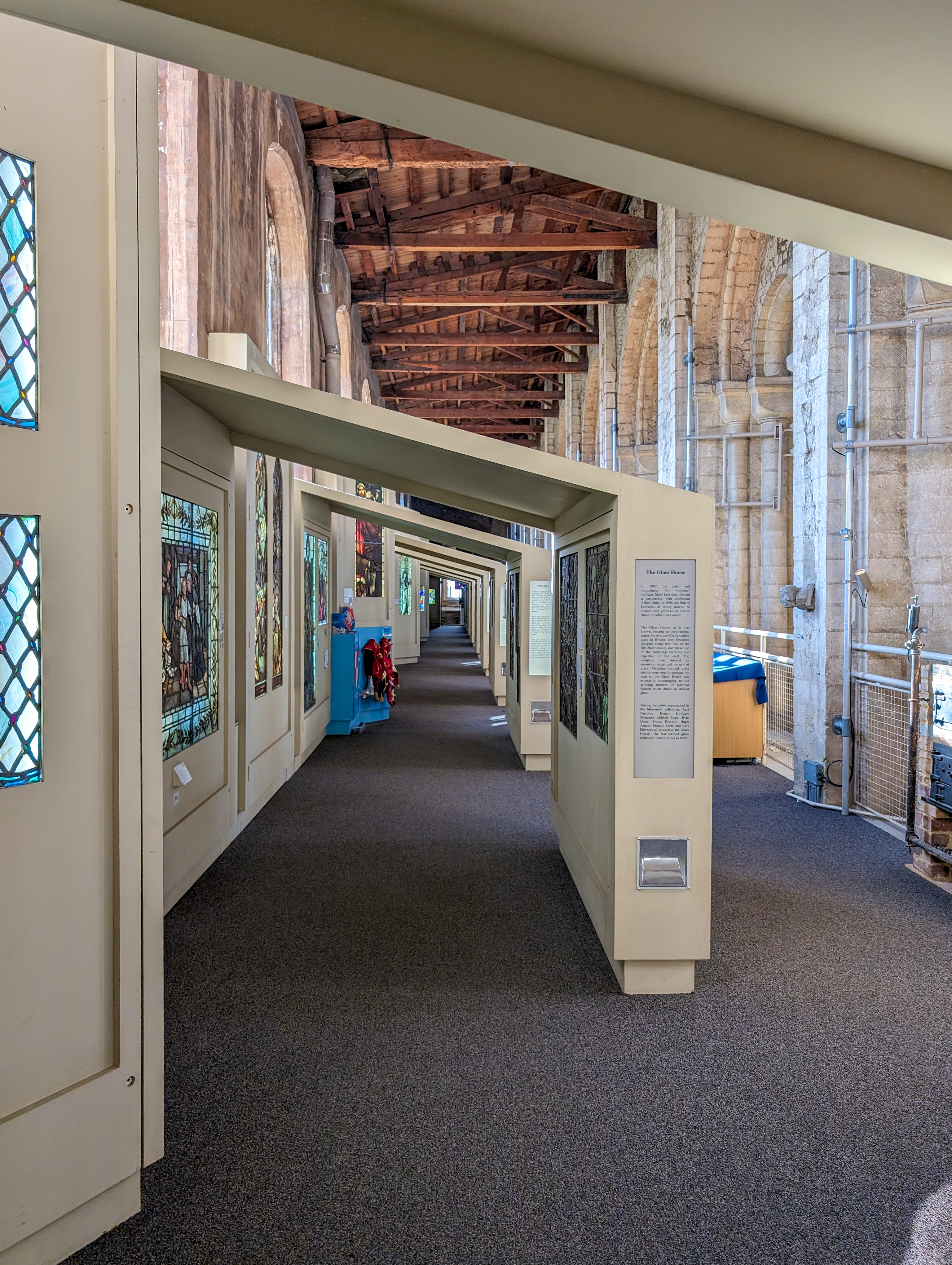

Het Stained Glass Museum is een museum in het Engelse Ely. Het museum is gevestigd aan de kathedraal van Ely en stelt 125 panelen met glas-in-loodramen en gebrandschilderd glas tentoon, van de 13de eeuw tot nu.
Het museum werd in 1972 opgericht om glas-in-loodramen te beschermen van kerken in het hele land die door redundantie werden gesloten. Het werd in 1979 voor het publiek geopend in het noordelijke triforium van de Ely-kathedraal en na een oproep werd in 2000 een verbeterde tentoonstellingsruimte gecreëerd in het zuidelijke triforium. Naast geredde stukken bevat de collectie voorbeelden uit Groot-Brittannië en het buitenland die zijn gedoneerd of gekocht via legaten, of zijn uitgeleend van het Victoria and Albert Museum, de Royal Collection en Friends of Friendless Churches.